# MV Alexander
MV „Alexander” – nowozelandzki motorowiec używany głównie jako kabotażowiec. W czasie II wojny światowej był na krótko wyczarterowany przez Royal New Zealand Navy, ale nie został do niej wcielony i nie był użyty bojowo.

## Historia
Motorowiec Alexander został zbudowany w brytyjskiej stoczni Mackie & Thomson w Glasgow w 1903 dla Anchor Shipping & Foundry Company z Nelson. Statek mierzył 138 stopy długości, 24 stopy szerokości, a jego zanurzenie wynosiło do 9,7 stóp (42 × 7,3 × 3 m). Napęd stanowiły silniki wysokoprężne o mocy 400 KM napędzający dwie śruby. Pojemność rejestrowa statku wynosiła 377 grt. Statek mógł przewozić do 30 pasażerów.
Przed wybuchem II wojny światowej portem macierzystym Alexandra był Nelson, statek obsługiwał głównie zachodnie trasy pomiędzy wyspami Nowej Zelandii.
Po wybuchu wojny, 10 stycznia 1940, statek został wyczarterowany przez Royal New Zealand Navy, miał służyć jako okręt mieszkalny i trałowiec pomocniczy. Pomiędzy 10 a 12 stycznia statek został zaholowany z Nelson do Wellington, gdzie został przyjęty na służbę i w tym samym dniu wypłynął do Auckland. Po przybyciu do Auckland statek został uznany za nienadający się do służby wojskowej. Został wycofany ze służby już 17 stycznia i zwrócony właścicielowi 29 lutego.
W 1951 statek został sprzedany firmie Graham, Barnett & Harrison z Nelson. 11 sierpnia tego samego roku wszedł na skały i został całkowicie zniszczony.